# 興亞觀音與殉國七士之碑被炸事件
興亞觀音與殉國七士之碑被炸事件（日语：／ Kōa Kannon Junkoku Shichishi no Hi bakuha jiken）是一起1971年12月12日发生的炸弹恐怖袭击事件。这是后来成为东亚反日武装战线的小组所实施的一起案件。事件中几名成员计划将纪念日本第二次世界大战甲级战犯部分骨灰的兴亚观音以及殉国七士之碑炸毁，最终仅殉国七士之碑被炸，而兴亚观音则没有太大损伤。

## 目标的由来
甲级战犯松井石根在1937年就任日本上海派遣军司令官，攻占南京并制造了南京大屠杀后，于1938年短暂复员时定居静冈县热海的伊豆山，并在此营造了一座兴亚观音像。这座像于1940年2月24日举行了隆重的开光仪式。
松井石根等人被远东国际军事法庭判处绞刑后，于1948年12月23日凌晨被执行。然而辩护律师三文字正平、火葬场场长飞田美善以及兴禅寺住持市川伊雄等人于12月26日将美军未妥善销毁的这几位战犯骨灰偷出，最终在1949年5月3日秘密安放在兴亚观音院。随着1951年9月美日旧金山和平条约签署，美军对日本的管制松动，这件事情也被报纸披露。1959年4月19日，前日本首相吉田茂在此树立“殉国七士之碑”，并在碑后篆刻七名甲级战犯的绝笔签名。

## 事件经过
东亚反日武装战线为测试炸弹制造技术并作为正式恐怖袭击的前期准备，大道寺将司决定炸掉象征日本帝国主义的标的物。他们决定，此举并非旨在直接打击体制或权力机构，而是将其作为自身思想的表达方式。此次事件中的兴亚观音系南京大屠杀主犯松井石根所建观音像，殉国七士之碑则是祭祀松井及其他六头第二次世界大战太平洋战场甲级战犯死后的纪念碑，因此成为袭击目标。
1971年10月起开始筹备，但10月24日发生共产主义者同盟起义派在东京连续爆破派出所事件。该组织虽因存在其他实施炸弹斗争团体而受到鼓舞，却也因警方加强戒备导致行动难度增加。12月12日，大道寺将司、益永利明与F等三人组成“狼”小组，携带铁管炸弹与灭火器炸弹抵达现场。铁管炸弹被用粗铁丝缠绕固定在兴亚观音上，殉国七士碑上则设置灭火器炸弹，其间另于“大东亚战殉国战死一〇六八灵位供养碑”安置铁管炸弹，定时于晚10点引爆。大道寺将司成功确认爆炸将殉国七士碑炸成三截，但兴亚观音的炸弹可能因为短路而未爆炸，供养碑仅受轻微损伤。

## 后续以及影响

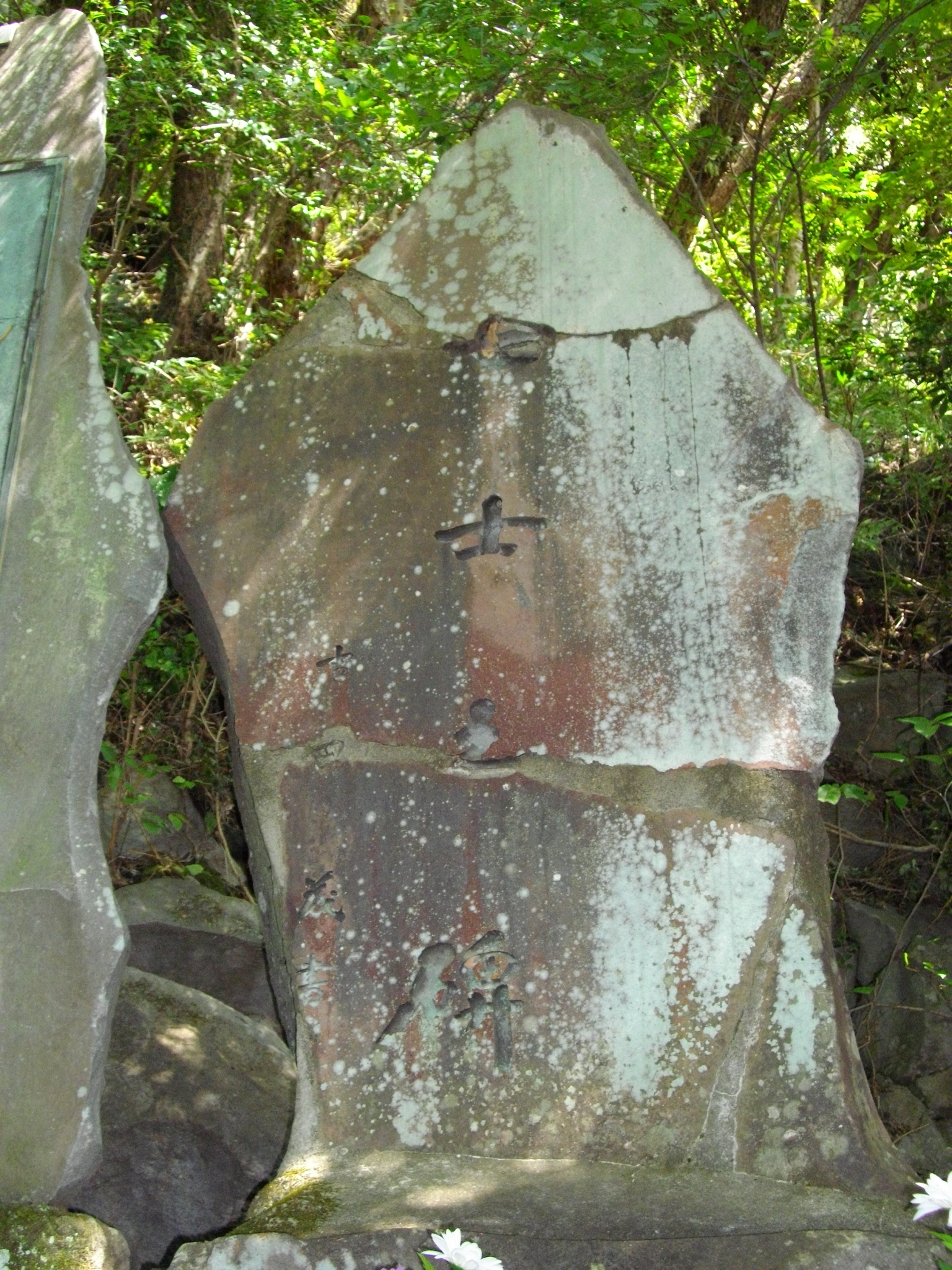
现存的殉国七士碑表面存在裂痕并以混凝土填充加固，皆因这次爆炸事件所致。

1972年8月，日本右翼将七士之碑修复，但表面的裂痕依然可见。同年10月23日，东亚反日武装战线同时炸了北海道大学文学部、以及旭川市常盘公园里的雕塑“风雪之群像”。1974年8月30日又制造了三菱重工总部大楼爆炸事件，10月14日直至次年5月连续制造了多起大企业爆炸事件。
事件发生后，由于同期的东京连续派出所爆炸案更受关注，他们的行动未引起广泛注意。直至东亚反日武装阵线成员在1975年1月被捕，该事件才首次引发舆论关注。

## 脚注

### 引文
1. 1 2  羅皓名 (2024).
2. 1 2  陈喜儒 (2017)，第37頁.
3. ↑  陈喜儒 (2017)，第38頁.
4. ↑  陈喜儒 (2017)，第38-39頁.
5. 1 2  陈喜儒 (2017)，第39頁.
6. ↑  程兆奇 (2021)，第220-221頁.
7. 1 2 3 4  青梅煮酒 (2024)，不是不报，时辰未到！.
8. ↑  松下竜一 (2000)，第114頁.
9. ↑  张承志 (2013)，第139-140頁.
10. ↑  松下竜一 (2000)，第114-116頁.
11. ↑  英国报姐 (2024).
12. ↑  张承志 (2013)，第140頁.
13. ↑  上野千鹤子 (2022)，第83頁.
14. ↑  赤间刚 (1991)，第4頁.

### 书籍
- 松下竜一. . 河出書房新社. 2000-08. ISBN 4309620728 （日语）.
- 陈喜儒. . 名家散文自选集. 北京: 民主与建设出版社. 2017-10. ISBN 9787513917254 （中文（中国大陆））.
- 程兆奇. . 上海交通大学出版社: 上海. 2021-12. ISBN 978-7-313-25292-0 （中文（中国大陆））.
- 青梅煮酒. . 现代出版社: 北京. 2024-03. ISBN 978-7-5231-0667-9 （中文（中国大陆））.
- 张承志. . 张承志作品. 九州出版社: 北京. 2013-07. ISBN 978-7-5108-2169-1 （中文（中国大陆））.
- （日）赤间刚. . 由范力民翻译. 新华出版社: 北京. 1991-11. ISBN 7-5011-1227-4 （中文（中国大陆））.
- （日）上野千鹤子（Chizuko Ueno）. . 明室 · 上野千鹤子作品系列. 由邹韵; 薛梅翻译. 北京联合出版公司: 北京. 2022-11. ISBN 978-7-5596-6049-7 （中文（中国大陆））.

### 网页
- 羅皓名. . 焦點事件. 2024-03-09  [2025-08-05]. （原始内容存档于2025-08-05） （中文（繁體））.
- 英国报姐. . 凤凰网. 2024-01-29  [2025-08-05]. （原始内容存档于2025-08-05） （中文（简体））.

## 拓展阅读
- Mainichi Shinbunsha. . 每日新聞社. 1999. ISBN 9784620791272.

## 相关主题
- 日本新左翼